# I wojna domowa na Wybrzeżu Kości Słoniowej
I wojna domowa na Wybrzeżu Kości Słoniowej – konflikt zbrojny na terytorium Wybrzeża Kości Słoniowej, mający miejsce w latach 2002–2007.

## Przyczyny
Po śmierci Feliksa Houphouët-Boigny’ego sytuacja w kraju zaczęła się pogarszać. 25 grudnia 1999 doszło do pierwszego w historii kraju przewrotu wojskowego. Generał Robert Guéï odsunął od władzy następcę Houphouet-Boigny’ego, Henri Konana Bédié. Skutkiem tego działania był wzrost korupcji oraz pogorszenie się sytuacji gospodarczej w kraju. Poprzez problemy gospodarcze, Bédié musiał uciec aż do Francji, Guéï ogłosił, że pod koniec 2000 roku odbędą się inne, wolne demokratyczne wybory. Kiedy pierwsze wyniki zaczęły wskazywać na zwycięstwo jego rywala, Laurenta Gbagbo, Guéï ogłosił, że Gbagbo dopuścił się oszustwa, dlatego rozpuścił komisję wyborczą i ogłosił się zwycięzcą wyborów.
Reakcją społeczeństwa głosującego na Gbagbo było przejęcie w kilka godzin Abidżanu. W końcu Guéï musiał ratować się ucieczką za granicę.

## Przebieg wojny
Wojna rozpoczęła się w nocy 18–19 września 2002, poprzez grupę buntowników, zwących się Patriotycznym Ruchem Wybrzeża Kości Słoniowej. Przeprowadzili oni szereg ataków na wojska rządowe. Skutkiem tego w samym Abidżanie była śmierć nieznanej liczby cywili, około 270 żołnierzy oraz ówczesnego prezydenta kraju, Roberta Guéï, który został zamordowany wraz z całą rodziną przez wojska rządowe. Zarzewiem konfliktu była nie tylko walka polityczna. Jednym z wielu problemów, z jakimi musiała uporać się Republika Wybrzeża Kości Słoniowej, była imigracja na wielką skalę. Szacuje się, że nawet 26% populacji kraju było obcego pochodzenia, głównie z Burkiny Faso. Sytuacja pogorszyła się dramatycznie wraz ze spadkiem cen kakao i kawy; ludność napływowa była bowiem zatrudniana głównie na plantacjach tychże produktów. Powoli w kraju klarował się podział na biedną północ, zaludnioną głównie przez imigrantów i bogatsze południe, zamieszkałe przez rdzennych mieszkańców kraju. Co gorsza, podział przebiegał również na tle religijnym. Większość obywateli Republiki wyznawała chrześcijaństwo, podczas gdy ludność napływową stanowili w większości muzułmanie. Wraz z pogarszaniem się sytuacji rosły nastroje ksenofobiczne, oskarżenia o odbieranie miejsc pracy i nierówne traktowanie. Północ zaczęła popierać RDR i wyznającego islam Ouattarę, podczas gdy południe skupiło się wokół chrześcijanina, Gbagbo. Poczucie wyobcowania wśród ludności napływowej wzmogła także tragiczna w skutkach decyzja o przyznaniu prawa wyborczego, czynnego i biernego, tylko tym, którzy od dwóch pokoleń mieszkali na Wybrzeżu Kości Słoniowej. Oznaczało to, że większa część północy, wraz z Ouattarą, nie może brać udziału w wyborach. Skutkiem tych działań było skrystalizowanie się stron konfliktu.
Dobrze uzbrojeni, prawdopodobnie wspierani przez Burkinę Faso rebelianci szybko zwiększali zdobycze terytorialne w północnej i środkowej części kraju. W 2002 roku Francja rozlokowała siły pokojowe (Operacja Unicorn) na terytorium WKS. W lutym 2004 roku ONZ rozpoczęło misję pokojową UNOCI. Większość walk miała miejsce w roku 2004 z podziałem na chrześcijańskie południe i islamską północ. W 2007 roku podpisano porozumienie pokojowe. 28 listopada 2010 roku wybuchła kolejna wojna domowa.